# Llangynidr
Llangynidr est un village et une communauté du Powys, au pays de Galles.

## Géographie
Llangynidr est situé dans le sud-est du Powys, dans le comté historique du Brecknockshire, à 6 km à l'ouest de la ville de Crickhowell. L'Usk coule au nord du village.

## Démographie
Au recensement de 2011, la communauté de Llangynidr comptait 1 036 habitants.